# 南方袋鼹
南方袋鼹（學名：Notoryctes typhlops；皮詹賈賈拉語：Itjaritjari）是一種類似鼴鼠的有袋類動物，分布於澳大利亞沙漠的中西部地帶，以蚯蚓與幼蟲爲食，非常適應穴居生活。袋鼹的前爪巨大、呈鏟形且毛皮光滑，使其便於行動。同時，袋鼹因不需要視力而缺少完整的眼睛。

## 形態學
牠們身體細小，只有12至16公分長，尾長2至3公分，體重40至70克。身體被短、密、絲質、由白至奶油色的毛，毛有時被砂中的氧化鐵染上紅褐色。鼻和嘴皆粉紅色，缺乏感覺毛。
由於牠們不在沙中挖洞，頭呈錐狀，無明顯的頸。四肢短但發達，助牠們於沙中「𣈱泳」。尾下無毛，佈滿角蛋白。耳被毛覆蓋，無耳殼。眼睛無視神經，因此無視力。